# Grafschaft Rochefort
Die Grafschaft Rochefort um die Stadt Rochefort-en-Yvelines lag bei Rambouillet südlich von Paris. 
Sie war Ende des 11. Jahrhunderts im Besitz der Herren von Montlhéry, die als Kastellane der Burg Rochefort antraten, sich bald zu Grafen von Rochefort aufschwangen und als Seneschalle von Frankreich in höchste Regierungsämter aufstiegen und schließlich sogar den König zu ihrem Schwiegersohn machen konnten.
Wenig später starben diese Grafen von Rochefort aus. Sie vererbten Rochefort an die Herren von Garlande, die es wiederum an die Grafen von Montfort weitergaben.
Im 16. Jahrhundert gelangte die Grafschaft durch Erbe an die Familie Rohan. 1728 wurde Charles de Rohan (1693–1766), ein jüngerer Sohn, zum Fürsten von Rochefort (Prince de Rochefort) erhoben. Dieser Titel lebt bis heute fort.

## Herren und Grafen von Rochefort

### Haus Montlhéry
- Guido I. von Montlhéry († 1095), 1068/74 Kastellan von Rochefort (Haus Montlhéry)
- Guido II., genannt „der Rote“ († 1108), Sohn Guys I., vor 1095 Graf von Rochefort, 1104/06 Seneschall von Frankreich
- Guido III. († wohl 1115) wohl 1108 Graf von Rochefort, Sohn Guys II.
- Simon († vor 1125) Graf von Rochefort, Sohn Guys III.

### Haus Garlande
- N.N., Tochter Simons;
  - ⚭ Anseau de Garlande († 1118), vor 1104 und 1107/18 Seneschall von Frankreich, wohl auch Graf von Rochefort, Schwiegersohn Guys II. (Haus Garlande)

### Haus Montfort-l’Amaury
- Agnès de Garlande († 1143) Tochter Anseaus;
  - ⚭ I vor 1127 Amalrich III. von Montfort († nach 1136), Herr von Montfort-l’Amaury, Graf von Évreux (Haus Montfort-l’Amaury)
  - ⚭ II 1139/41 Robert I. von Dreux († 1188), Graf von Dreux, Sohn König Ludwigs VI. (Haus Frankreich-Dreux)
- Simon III. († 1181) Graf von Évreux und Rochefort, Herr von Montfort, Sohn Amaurys III.
- Simon IV. († vor 1188) Herr und 1199 Graf von Montfort, Graf von Rochefort, Sohn Simons III.
- Simon V. († 1218) Graf von Montfort und Rochefort, Earl of Leicester, Herzog von Narbonne, Anführer des Albigenserkreuzzugs, Sohn Simons IV.
  - um 1188 Usurpator: Guillaume II. des Barres († 1234), Herr von Oissery und La Ferté-Alais, Graf von Rochefort, Stiefvater Simons (V.)
- Simon (V.) (erneut)
- Amalrich VII. von Montfort († 1241), Graf von Montfort und Rochefort, Sohn Simons (V.)
- Johann I. von Montfort († 1249), Graf von Montfort und Rochefort, Sohn Amalrichs VII.

### Haus Frankreich-Dreux
- Beatrix († 1311), Tochter Johanns I., Gräfin von Montfort und Rochefort;
  - ⚭ Robert IV. von Dreux († 1282), Graf von Dreux und Braine, Ur-ur-Enkel Roberts I. (Haus Frankreich-Dreux)
- Johann II. († 1309), 1282 Graf von Dreux, Braine, Montfort, Rochefort und Joigny
- Robert V. († 1329), Graf von Dreux, Braine und Rochefort

### Haus Pierrepont
- Johanna, 1323 Gräfin von Braine, Schwester Johanns II.;
  - ⚭ Johann IV. de Pierrepont, († 1302) Graf von Roucy (Haus Pierrepont)
- Jean V. de Pierrepont († 1346), Graf von Roucy, Braine und Rochefort, Sohn Johanns IV.
- Robert II., Graf von Roucy, Braine und Rochfort, Sohn Johanns V.
- Isabella († nach 1396), bis 1392 Gräfin von Braine, Roucy und Rochefort, Tochter Roberts II.
- Simon († 1392), Graf von Braine, Roucy und Rochefort, Sohn Johanns V.
- Hugo († 1392), Graf von Braine, Roucy und Rochefort, Sohn Simons
- Johann VI. († 1415), Graf von Braine, Roucy und Rochefort, Sohn Hugos

### Haus Broyes
- Johanna († 1459), Gräfin von Braine, Roucy und Rochefort, Tochter Johanns VI.;
  - ⚭ Robert III. von Saarbrücken-Commercy († 1460), Herr von Commercy (Haus Saarbrücken-Commercy)
- Johann VII. († 1492), Graf von Braine, Roucy und Rochefort, Sohn Roberts III.
- Robert IV. († 1504), Neffe Johanns VII.
- Philippe, Gräfin von Rochefort, Tochter Roberts IV.?;
  - ⚭ Charles de Silly

### Haus Rohan
- Cathérine de Silly, Gräfin von Rochefort, Dame de La Roche-Guyon, Tochter Charles’ und Philippes;
  - ⚭ 1536 François de Rohan († 1559), Vicomte de Fronsac, Sohn von Charles de Rohan-Gié (Haus Rohan)
- Léonore de Rohan (* 1539; † 1583) Gräfin von Rochefort; ⚭ 1561 Louis VI. de Rohan (* 1540; † 1611), Prince de Guéméné, Comte de Montbazon etc., deren Sohn
- Hercule de Rohan (* 1568; † 1654) 1595 Duc de Montbazon, Prince de Guéméné, Graf von Rochefort-en-Yvelines, deren Sohn
- Louis VIII. de Rohan (* 1598; † 1667) 3. Duc de Montbazon, 4. Prince de Guéméné, Graf von Rochefort,
- Charles II. de Rohan († 1699) 4. Duc de Montbazon, 5. Prince de Guéméné, Sohn Ludwigs VIII.
- Charles III. de Rohan (* 1655; † 1727) 6. Prince de Guéméné, 5. Duc de Montbazon, Sohn Charles’ II.
- Hercule Mériadec de Rohan (* 1688; † 1757) 7. Prince de Guéméné, 6. Duc de Montbazon, Comte de Rochefort

## Die Fürsten von Rochefort aus demHaus Rohan
- Charles de Rohan-Guéméné (* 1693, † 1766) Comte de Rochefort-en-Yvelines, 1728 französischer Prince de Rochefort, Bruder von Hercule Mériadec
- Charles Jules Armand (* 1729, † 1811) Prince de Rochefort, dessen Sohn
- Charles Louis Gaspard (* 1765, † 1843) genannt Vicomte de Rohan, Prince de Rochefort et de Montauban, dessen Sohn
- Camille Philippe Joseph Idesbald (* 1800, † 1892) 1846 Fürst Rohan, 11. Herzog von Montbazon, Herzog von Bouillon, 12. Prince de Guéméné, Prince de Rochefort et de Montauban, dessen Sohn
  - Arthur de Rohan (* 1826, † 1885), dessen Sohn
- Alain Benjamin Arthur (* 1853, † 1914) 1892 Fürst Rohan, 12. Herzog von Montbazon, Herzog von Bouillon, 13. Prince de Guéméné, Princ de Rochefort et de Montauban, dessen Sohn
- Alain Anton Joseph Adolf Ignaz Maria (* 1893, † 1976) 1914 Fürst Rohan, 13. Herzog von Montbazon, Herzog von Bouillon, 14. Prince de Guéméné, Prince de Rochefort et de Montauban, dessen Sohn
- Karl-Alain Albert Maria (* 1934), 1976 Fürst Rohan etc., dessen Neffe